# Elektromechanické zabezpečovací zařízení

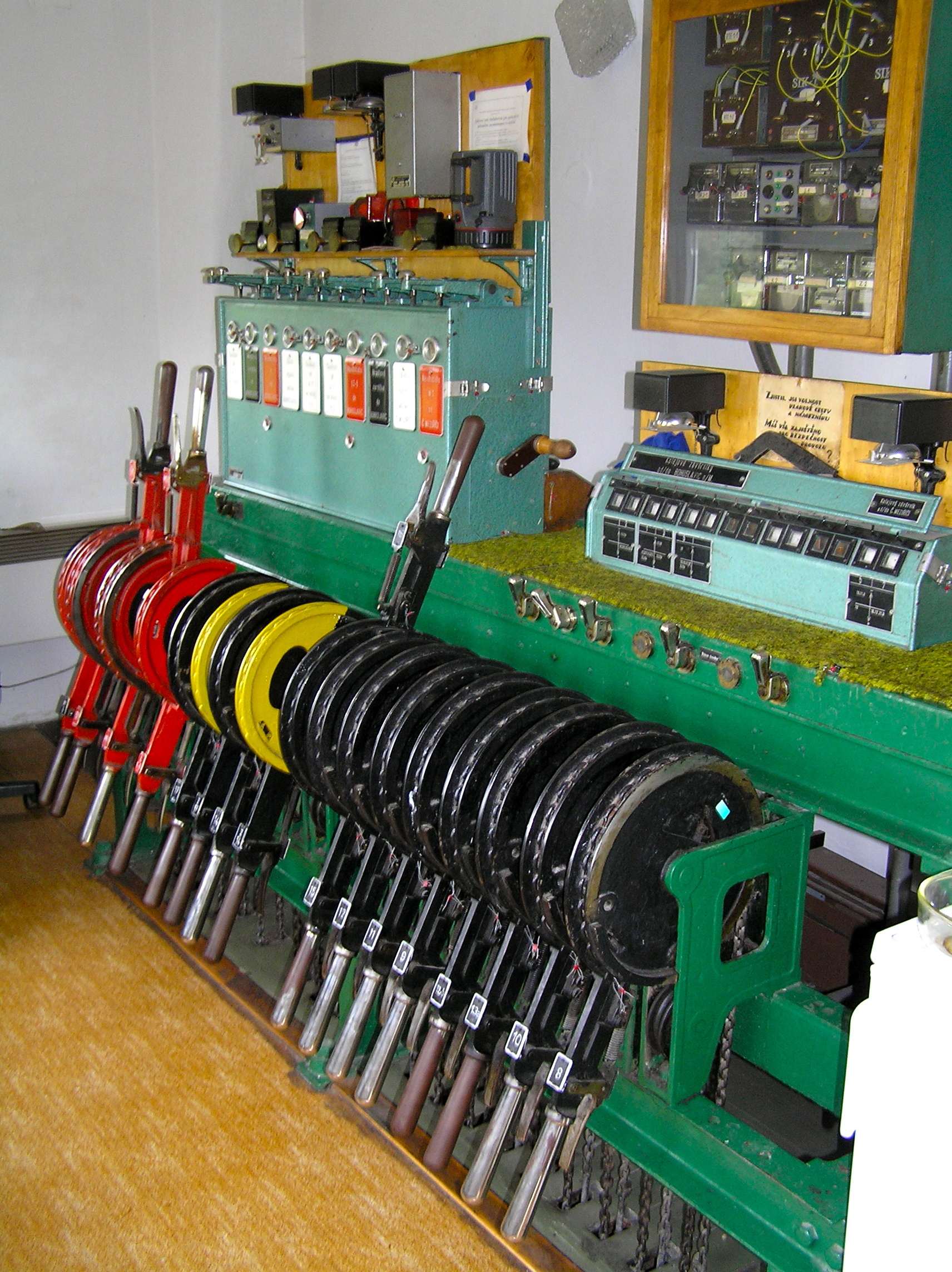
Závislý výhybkářský přístroj vzoru 5007 elektromechanického zabezpečovacího zařízení ve stanici Opočno pod Orlickými horami. Ve spodní části pákový přístroj s černými pákami k obsluze výhybek, žlutými pro závorníky a červenými pro návěstidla. Nad ním v pozadí hradlová skříň.

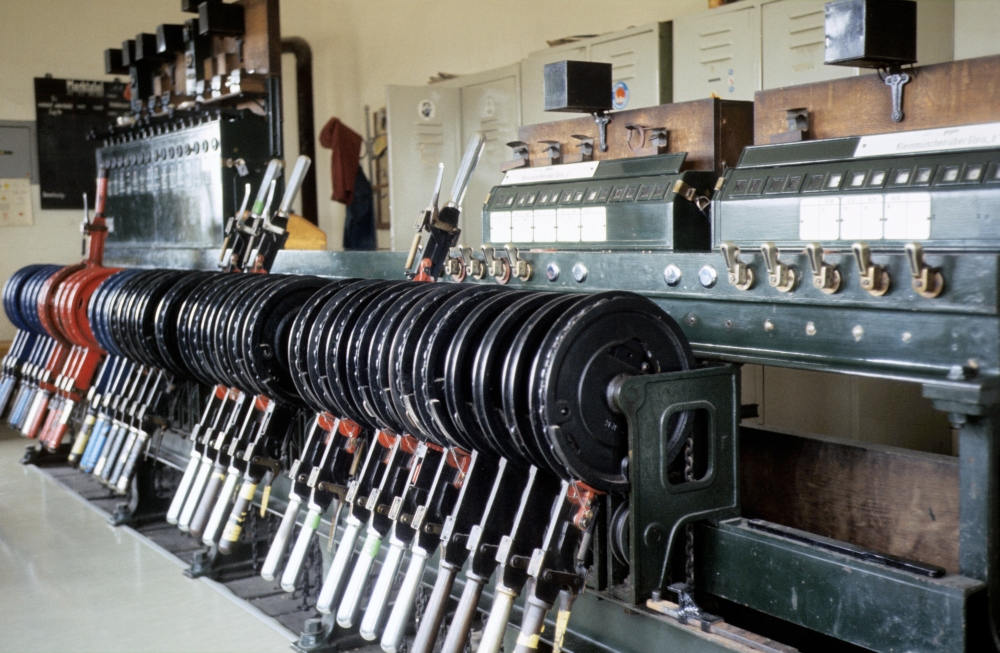
Výhybkářský přístroj Siemens & Halske 5007 na stavědle 3 v Linci, Horní Rakousy.

Elektromechanické zabezpečovací zařízení, řidčeji elektromechanické stavědlo, slangově elektromechanika, je železniční zabezpečovací zařízení druhé kategorie vynalezené a vyráběné koncem 19. století a začátkem 20. století, které se však dosud hojně vyskytuje na železniční síti v České republice i ve světě. Slouží k zabezpečení jízd vlaků v železničních stanicích, popřípadě výhybnách a odbočkách. Traťové zabezpečovací zařízení založené na stejném technickém principu se nazývá hradlový poloautomatický blok.
Elektromechanické zabezpečovací zařízení je tvořeno zpravidla několika stavědlovými přístroji umístěnými v železniční stanici či jiné dopravně, zprostředkovávajícími logické závislosti a umožňujícími obsluhu návěstidel, výhybek a dalších prvků zabezpečovacího zařízení.

## Základní funkce
Elektromechanické zabezpečovací zařízení zajišťuje:
1. Závislost návěstidel na poloze výhybek, popř. dalších prvků (výkolejek, přejezdových zabezpečovacích zařízení atd.): Např. při postavení výhybek směrem do odbočky návěstí návěstidlo omezení rychlosti.
2. Závěr vlakové cesty během průjezdu vlaku: Dokud vlak neprojede, není možné manipulovat výhybkami a dalšími zařízeními
3. Vyloučení současných vlakových cest, které se kříží či ohrožují, např. současných vjezdů na stejnou kolej.
4. Vzájemnou závislost návěstidel.
5. Součinnost jízdy vlaku a činnosti zabezpečovacího zařízení: Vlak jízdou po izolované kolejnici prostřednictvím hradlové zarážky dovolí zrušit závěr vlakové cesty, popř. dát odhlášku poloautoblokem.
6. Kontrola správně postavené vlakové cesty: Signalista nemůže postavit vlakovou cestu na jinou kolej než na tu, která mu byla prostřednictvím obsluhy zabezpečovacího zařízení nařízena výpravčím.

## Historie a rozšíření

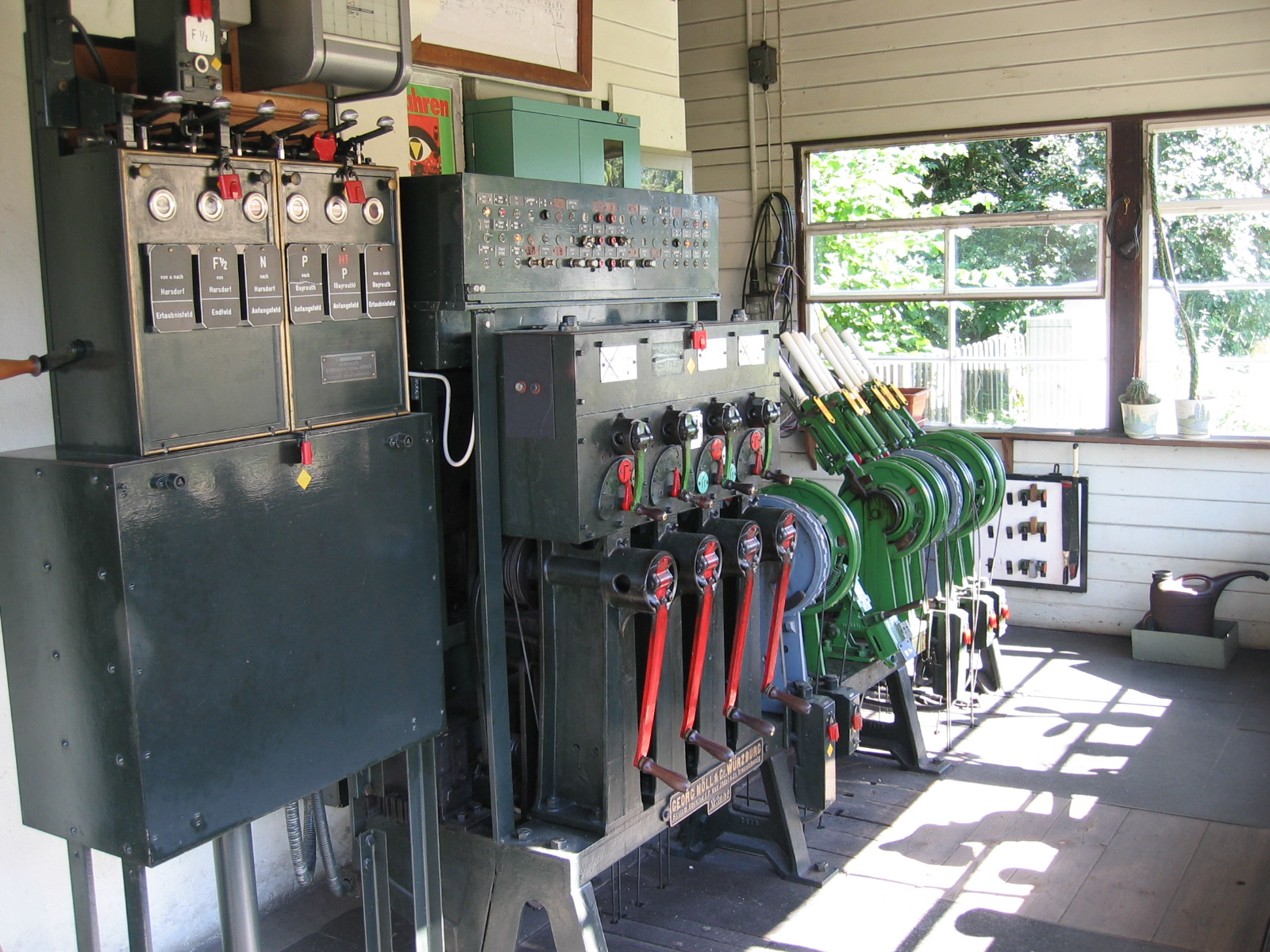
Hradlová skříň řídícího výhybkářského přístroje elektromechanického zabezpečovacího zařízení ve stanici Bindlach v Německu. Vyroben r. 1901 společností Nöll podle patentu Jüdel. V popředí hradlová skříň, v pozadí pákový přístroj se světle zelenými pákami k obsluze výhybek.

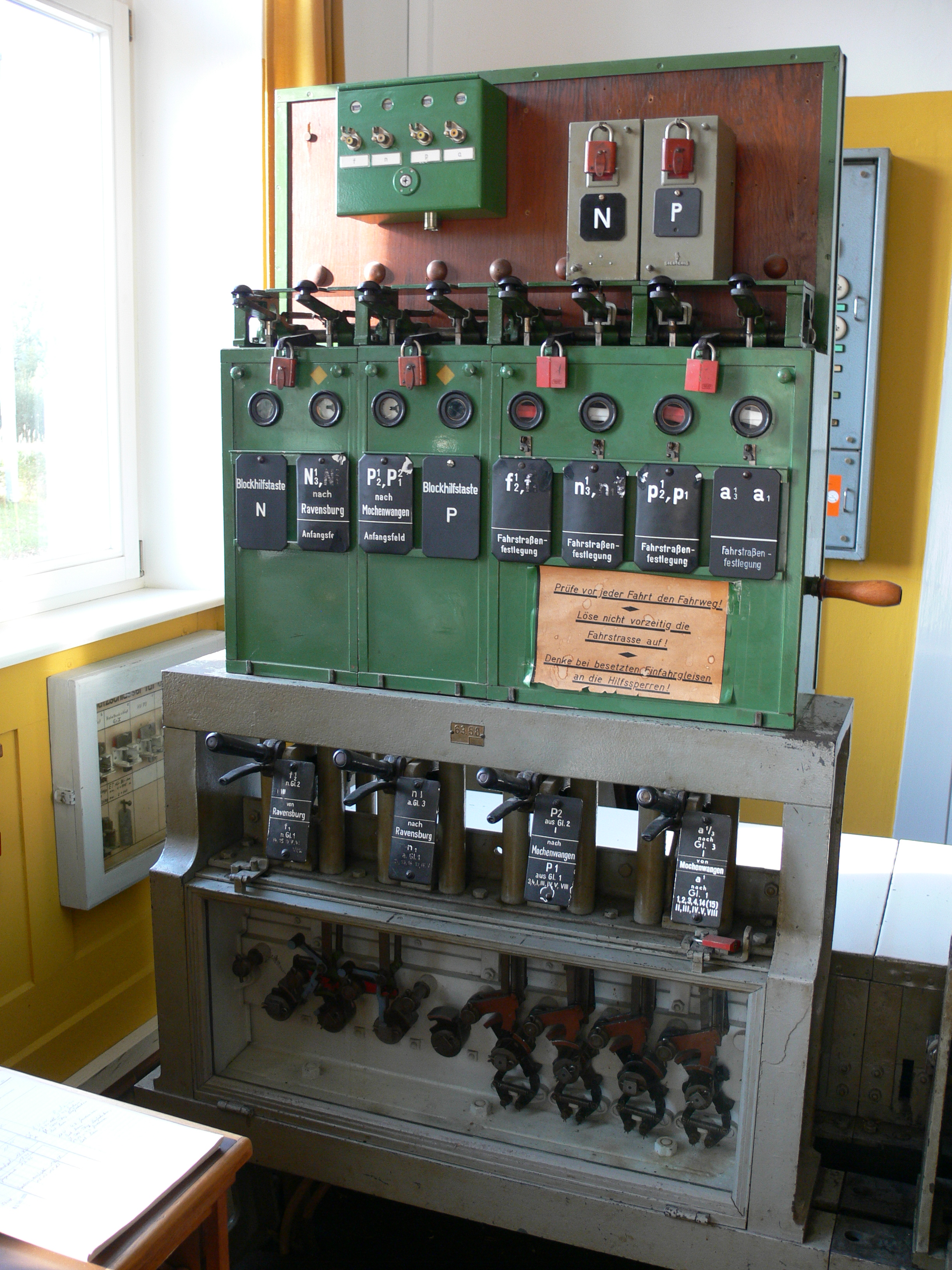
Řídící výhybkářský přístroj německého typu Einheit ve stanici Niederbiegen v Bádensku-Württembersku. Pod hradlovou skříní jsou umístěny páčky kolejových závěrníků.

V souvislosti se zvyšující se hustotou, rychlostí a dalšími aspekty železniční dopravy se od poloviny 19. století začala jevit potřeba spolehlivého zabezpečení jízd vlaků. Pro další vývoj tohoto druhu dopravy začalo být nezbytné zavedení základních bezpečnostních opatření pro dopravu, jako zavedení návěstí, spojení jednotlivých stanovišť na trati pomocí telegrafu a konečně i zabezpečení stanic, což se týkalo především nutnosti zajistit závislost návěstidel na poloze výhybek, zajištění tzv. závěru výměn, což znamená, že výhybkami a dalšími prvky nelze pohybovat, dokud neprojede vlak, kontrola správně postavené vlakové cesty atd.
Prvním velkým pokrokem bylo zavedení povinnosti uzamykat výhybky (resp. výměny), přes které jezdí vlaky. Pověřený zaměstnanec pak mohl vždy podle klíčů zkontrolovat, jak jsou výhybky přestavené. Zároveň se tím zabránilo náhodnému či neoprávněnému přestavení výhybky.
V některých českých stanicích přežilo toto primitivní zabezpečení dodnes, setkáme se s ním např. v některých stanicích na „Posázavském pacifiku“, tj. trati z Prahy přes Vrané nad Vltavou do Dobříše a Čerčan.
Pro rozsáhlejší stanice, kde jezdí větší množství vlaků či by v nich byla žádoucí vyšší rychlost, však toto primitivní zabezpečení přestávalo postačovat. V souvislosti s velkým technickým pokrokem v druhé polovině 19. století byla vynalezena na svou dobu velice spolehlivá a bezpečná zabezpečovací zařízení, fungující na principu součinnosti nejprve pouze mechanických, posléze elektrických a mechanických závislostí, od čehož se odvozuje jejich název, zabezpečovací zařízení elektromechanická.

### Vývoj
Mechanické a později elektromechanické zabezpečovací zařízení bylo vyvinuto v druhé polovině 19. století v několika zemích v různých provedeních. Již v padesátých letech 19. stol. vznikla v Anglii zařízení pro stavědla sloužící ke stavění výhybek a návěstidel a zajištění jejich vzájemných závislostí, vyráběná např. společností Saxby & Farmer.
Elektromechanické zabezpečovací zařízení vyskytující se na českých, ale i rakouských, německých, polských aj. tratích je svázáno s vynálezem hradlového závěru Němcem Carlem Ludwigem Frischenem, konstruktérem firmy Siemens und Halske, v roce 1870. Frischenova hradla vytvořila elektrickou část elektromechanických přístrojů – přenášela závislosti mezi jednotlivými přístroji a převáděla mechanické závislosti na elektrické a naopak. Tím vzniklo elektromechanické zabezpečovací zařízení, které bylo dále zdokonalováno a postupně stále častěji používáno, v Rakousku-Uhersku nejprve na nejdůležitějších drahách.

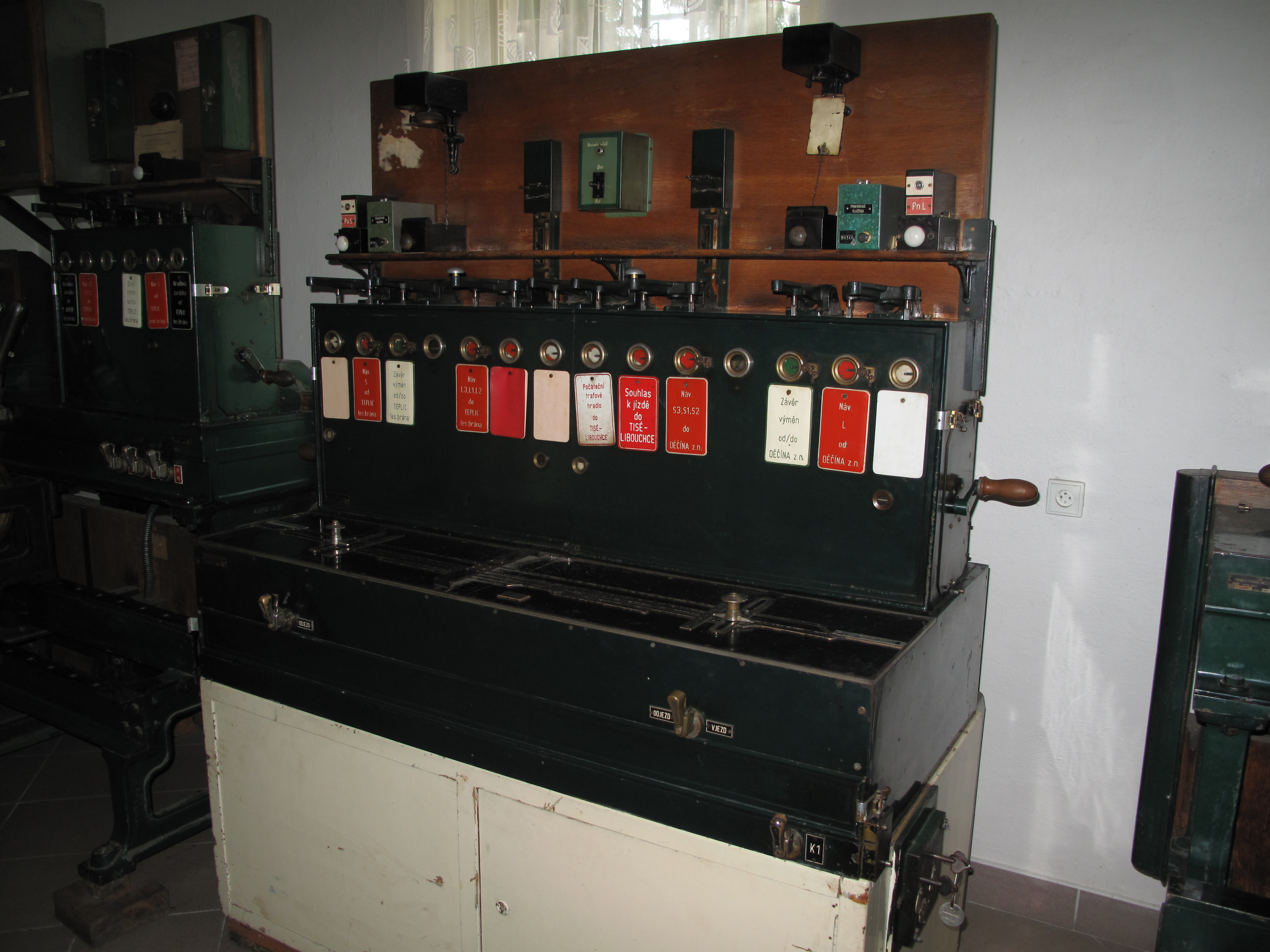
Řídící přístroj Rank v železniční muzeu Českých drah v Lužné u Rakovníka.

Na sklonku 19. století inženýr Georg Rank zkonstruoval nový typ elektromechanického řídícího přístroje, zaváděného v Rakousku-Uhersku od roku 1891. Tento systém, nazývaný vzorem Rank, přinášel zjednodušení v podobě omezení potřebného počtu hradlových závěrů a tím prostorovou úsporu. Tyto typizované řídící přístroje Rank se vyznačují nápadným kolejovým reliéfem na skříni se závěrným a zapínacím zařízením zapojujícím elektrické kontakty, díky čemuž mohl být omezen počet potřebných hradlových závěrů. Na základě soutěže rakouských státních drah na počátku dvacátého století začaly být dodávány typizované výhybkářské přístroje vzoru 5007 od firmy Siemens und Halske. V tradici zřizování elektromechanických zabezpečovacích zařízení sestávajících z řídícího přístroje Rank a závislých výhybkářských přístrojů typu 5007 pokračovaly i Československé státní dráhy po roce 1918 a přístroje Rank a závislý výhybkářský přistroj vzoru 5007, jenž pomalu nahrazoval stávající výhybkářské přístroje vzoru 3414, byly vyráběny různými společnostmi (Siemens und Halske, František Zeman Plzeň, ČKD, Elektrosignal Praha aj.) bez výrazných konstrukčních změn ještě v 50. a 60. letech 20. století.

### Rozšíření
Právě tato kombinace přístrojů Rank, stavědlových přístrojů vzoru 3414 a 5007 v železniční stanici je zdaleka nejčastějším systémem elektromechanického zabezpečovacího zařízení v České republice. Mnoho z těchto zařízení je na českých železnicích dosud v provozu, obvykle po více než 50, někdy i 100 letech nepřetržité služby. Obdobná zařízení jsou dosud provozována i na železnicích v ostatních částech někdejší Rakousko-Uherské monarchie. V Německu a dalších státech, jež bývaly jeho součástí či pod jeho vlivem se vývoj elektromechanických zabezpečovacích zařízení ubíral odlišnými cestami a tamější zařízení jsou proto poněkud rozdílná, ačkoli funkční princip zůstává velice podobný. Jen málo společných rysů se středoevropskými zařízeními mají naproti tomu zařízení britská, která mimo jiné nepoužívají hradlové závěry.

## Charakteristika funkce vželezniční stanici

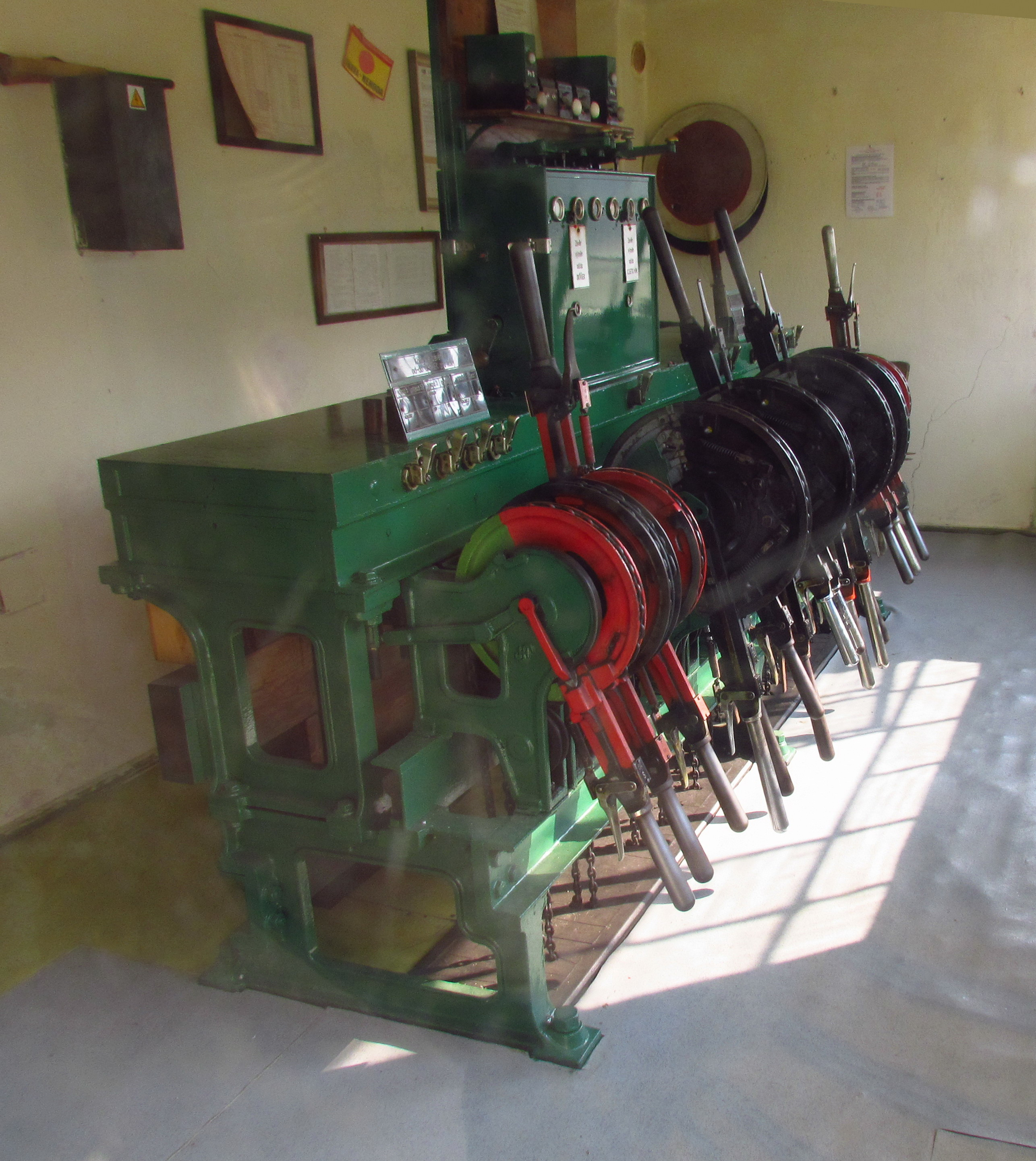
Ústřední přístroj typu Siemens & Halske 5007 ve stanici Stařeč

Elektromechanické zabezpečovací zařízení tvoří elektromechanické přístroje navzájem propojené elektrickým vedením. Jeden z těchto přístrojů je přístroj řídící, ostatní přístroje závislé, tzv. výhybkářské. Dále se mohou vyskytovat též řídící výhybkářské přístroje, které splňují funkci přístroje řídícího i výhybkářského, přístroje ústřední, které slouží k obsluze celé železniční stanice a které často nemají elektrickou část (jsou pouze mechanické), a přístroje přídavné, doplňující některý přístroj. Řídící přístroj zpravidla obsluhuje ve stanici výpravčí a bývá umístěn v dopravní kanceláři. Dává pomocí něho příkazy zaměstnancům – signalistům, kteří obsluhují závislé přístroje umístěné obvykle ve stavědlech na krajích stanice, poblíž zhlaví a obvodů výhybek, a pomocí nich přestavují výhybky a návěstidla poté, co jim to výpravčí umožní obsluhou řídícího přístroje.

### Uspořádání ve stanici
Nejobvyklejší uspořádání a počet přístrojů v českých (potažmo ex rakousko-uherských) stanicích jsou tato:
(Poznámka: Stanice s elektromechanickým zabezpečovacím zařízením jsou vybaveny návěstidly buď světelnými nebo mechanickými. Mechanická návěstidla jsou starší konstrukcí, byla obvyklá pro většinu elektromechanických zabezpečovacích zařízení v době jejich vzniku. Stanic dosud vybavené mechanickými návěstidly jsou v následujícím textu doplněny o značku „M“):

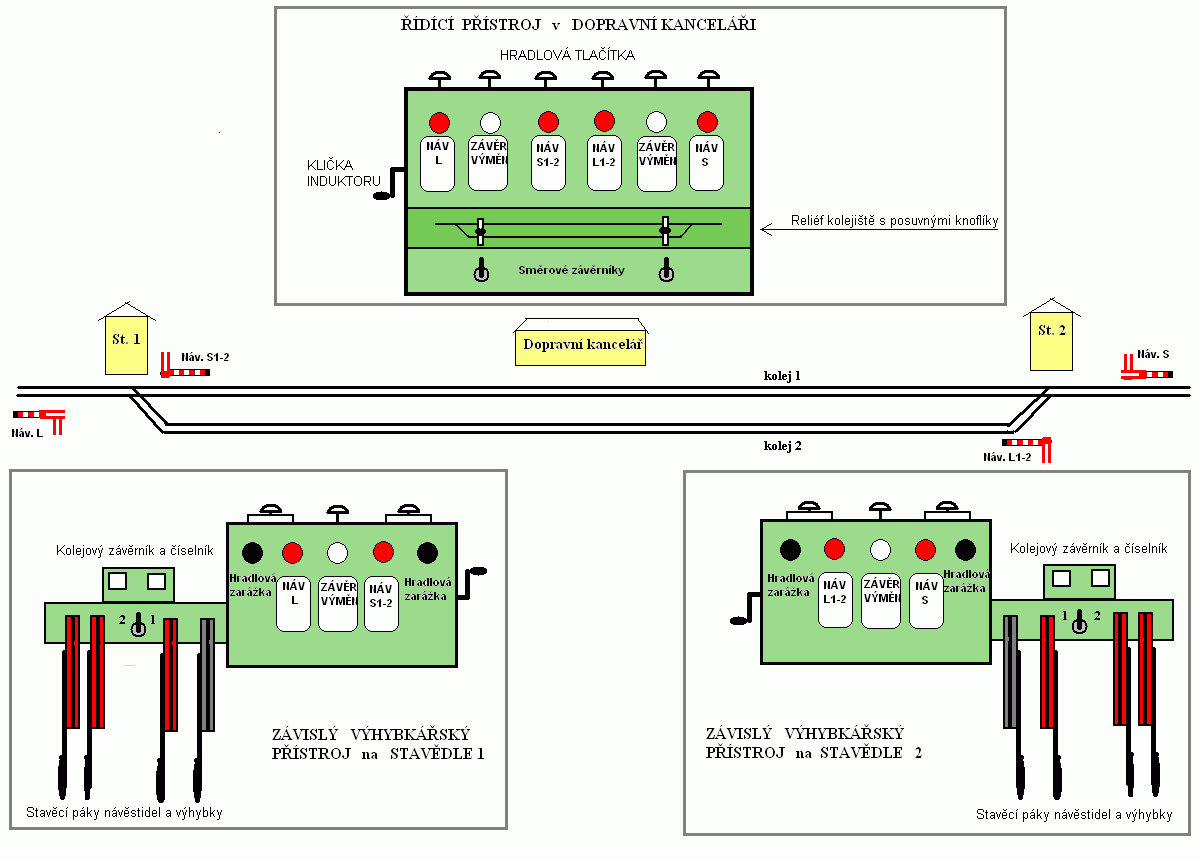
Schéma uspořádání elektromechanických přístrojů ve stanici. Na řídícím přístroji v dopravní kanceláři, který obsluhuje výpravčí, jsou závislé dva výhybkářské přístroje na stavědlech, kde je obsluhují signalisté.

- Schéma uspořádání elektromechanických přístrojů ve stanici. Na řídícím přístroji v dopravní kanceláři, který obsluhuje výpravčí, jsou závislé dva výhybkářské přístroje na stavědlech, kde je obsluhují signalisté.Nejčastěji: Jeden řídící přístroj ve výpravní budově zhruba uprostřed stanice a dva závislé výhybkářské přístroje na stavědlech, každé na jednom zhlaví (konci) stanice, kde obsluhují příslušné výhybky.
Příklady stanic: Karlštejn, Praha-Horní Počernice, Jeneč M, Hrušovany nad Jevišovkou M, Třeboň, Suchdol nad Lužnicí M, Martinice v Krkonoších M a desítky dalších.
- Jeden ústřední přístroj v dopravní kanceláři ve výpravní budově. Nejedná se obvykle o elektromechanické zařízení v pravém slova smyslu, spíše o zařízení mechanické, nicméně funkce zůstává podobná. Časté v menších stanicích.
Např. Kdyně, Nová Paka M, Jaroměřice nad Rokytnou M a mnoho dalších.
- Poblíž jednoho zhlaví stanice excentricky umístěná výpravní budova, v ní tzv. řídící výhybkářský přístroj obsluhovaný výpravčím. Z něj jsou jednak ovládány výhybky a návěstidla na přilehlém zhlaví, jednak řízen jeden závislý výhybkářský přístroj na stavědle při druhém zhlaví stanice.
Příklady stanic: Praha-Smíchov společné nádraží, Brantice M, Frenštát pod Radhoštěm aj. Toto uspořádání je v ČR nepříliš časté, velice rozšířené a typické je naopak např. v Německu.
- Další uspořádání s jedním řídícím a více závislými stavědly, kombinace elektromechanického a modernějšího zabezpečovacího zařízení atd.
Např. Brno hlavní nádraží, Hradec Králové hlavní nádraží, Kladno a další.

## Popis elektromechanických přístrojů
Řídící i závislý přístroj se skládá z elektrické a mechanické části.

### Elektrická část

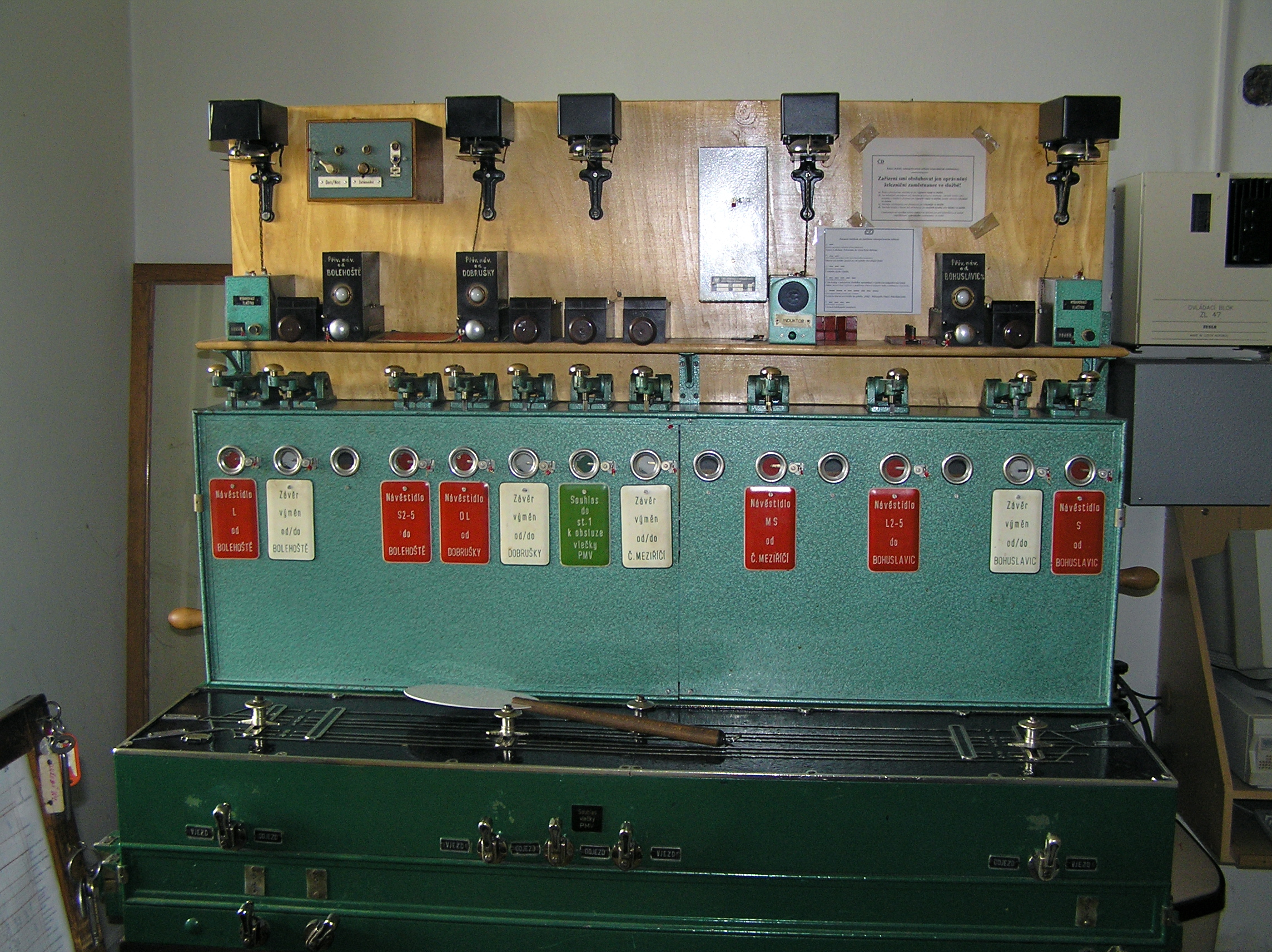
Řídící přístroj Rank ve stanici Opočno pod Orlickými horami. Patrná je velká hradlová skříň s okénky clonek jednotlivých hradlových závěrů a příslušnými popisnými tabulkami. Pod hradlovou skříní se nachází reliéf kolejiště se čtyřmi vystupujícími posuvnými knoflíky. Na čelní straně dole jsou pak patrny kličky směrových závěrníků.

Elektrickou část řídícího i závislého výhybkářského přístroje tvoří tzv. hradlová skříň (též hradlový přístroj). Jedná se o velkou skříň, zpravidla plechovou a typicky natřenou zeleně, v níž jsou uloženy hradlové závěry, což jsou vlastní elektromechanické součástky. Hradlový závěr pracuje ve dvojici s jiným hradlovým závěrem téhož typu na jiném přístroji, se kterým je elektrickým vedením propojen; zpravidla je jeden na řídícím a jeden na závislém přístroji. Hradlový závěr má dvě polohy, uzavřenou a uvolněnou. 
- Je-li uvolněn, za splnění závislostí daných mechanickou částí přístroje může být stisknuto hradlové tlačítko umístěné nad každým hradlovým závěrem na vrchu hradlové skříně. Současným otáčením kličkou induktoru na boku hradlové skříně je vyráběn střídavý elektrický proud. Ten prochází magnetem v obou hradlových závěrech, které pracují proti sobě. Hradlový závěr na přístroji, kde je tisknuto tlačítko, se uzavírá, na druhém se uvolňuje.
- Je-li uzavřen, zapadá pojistná západka v hradlovém závěru do příslušné výseče a hradlové tlačítko není možno stisknout. Tento hradlový závěr se uvolňuje elektrickým proudem tekoucím z hradlového závěru na jiném přístroji, se kterým (proti němuž) pracuje ve dvojici a který se právě uzavírá, neboť je tisknuto jeho hradlové tlačítko.

Součástí hradlového závěru je dvoubarevná clonka, kterou závěr pohybuje. Tato clonka je vidět v kruhových okénkách, která jsou umístěna v řadě vedle sebe na hradlové skříni, každé okénko pro jeden hradlový závěr. Clonka v okénku barevně indikuje, v jaké je hradlový závěr poloze. Pod každým okénkem je umístěna smaltovaná tabulka, na níž je napsáno, o jaký hradlový závěr se jedná. Pro elektromechanická zabezpečovací zařízení v Česku a na Slovensku platí, že podkladová barva tabulky je stejná jako clonka příslušného hradlového závěru v základní poloze, barva písma udává barvu clonky v opačné poloze.

### Mechanická část řídícího přístroje Rank
Mechanická část řídícího přístroje se nachází pod hradlovou skříní. Jde o tzv. závěrovou skříň obsahující závěrné a zapínací zařízení. Na horní desce závěrové skříně je umístěn reliéf kolejiště. V něm jsou vloženy u každého naznačeného zhlaví posuvné knoflíky, kterými lze posouvat napříč reliéfem kolejí a tím určovat, na kterou kolej bude postavena vlaková cesta. Posuvných knoflíků je tolik, kolik je traťových kolejí. Na čelní straně závěrové skříně je pod každým posuvným knoflíkem umístěna klička směrového závěrníku. Po nastavení posuvného knoflíku je otočením kličky doprava či doleva knoflík zapevněn a zároveň označeno, zda se jedná o vlakovou cestu pro vjezd vlaku do stanice či odjezd z ní.
Posuvný knoflík a směrový závěrník jdou nastavit vždy jen tak, aby se takto naznačené vlakové cesty vzájemně neohrožovaly. Při vjezdové vlakové cestě kolejové se kolejové pravítko posune směrem dovnitř pravítkové skříně a tím zamezí postavení současného vjezdu na obsazenou kolej z protilehlého zhlaví. Zároveň knoflík a závěrník zapíná příslušné elektrické kontakty mezi hradlovými závěry, čímž zajišťuje, že mohou být výhybky na závislém výhybkářském přístroji elektricky uzavřeny závěrem výměn (výměnovým hradlovým závěrem) pouze na kolej naznačenou posuvným knoflíkem na reliéfu řídícího přístroje. Pokud je na výhybkářském přístroji přeložen kolejový závěrník pro jinou kolej, než pro kterou je nastaven posuvný knoflík na řídícím přístroji, není prostřednictvím kontaktů v řídícím přístroji uzavřen elektrický obvod výměnového hradlového závěru, ten proto nemůže být obsloužen a návěstidlo nelze přeložit do polohy dovolující jízdu vlaku.

### Mechanická část závislého výhybkářského přístroje

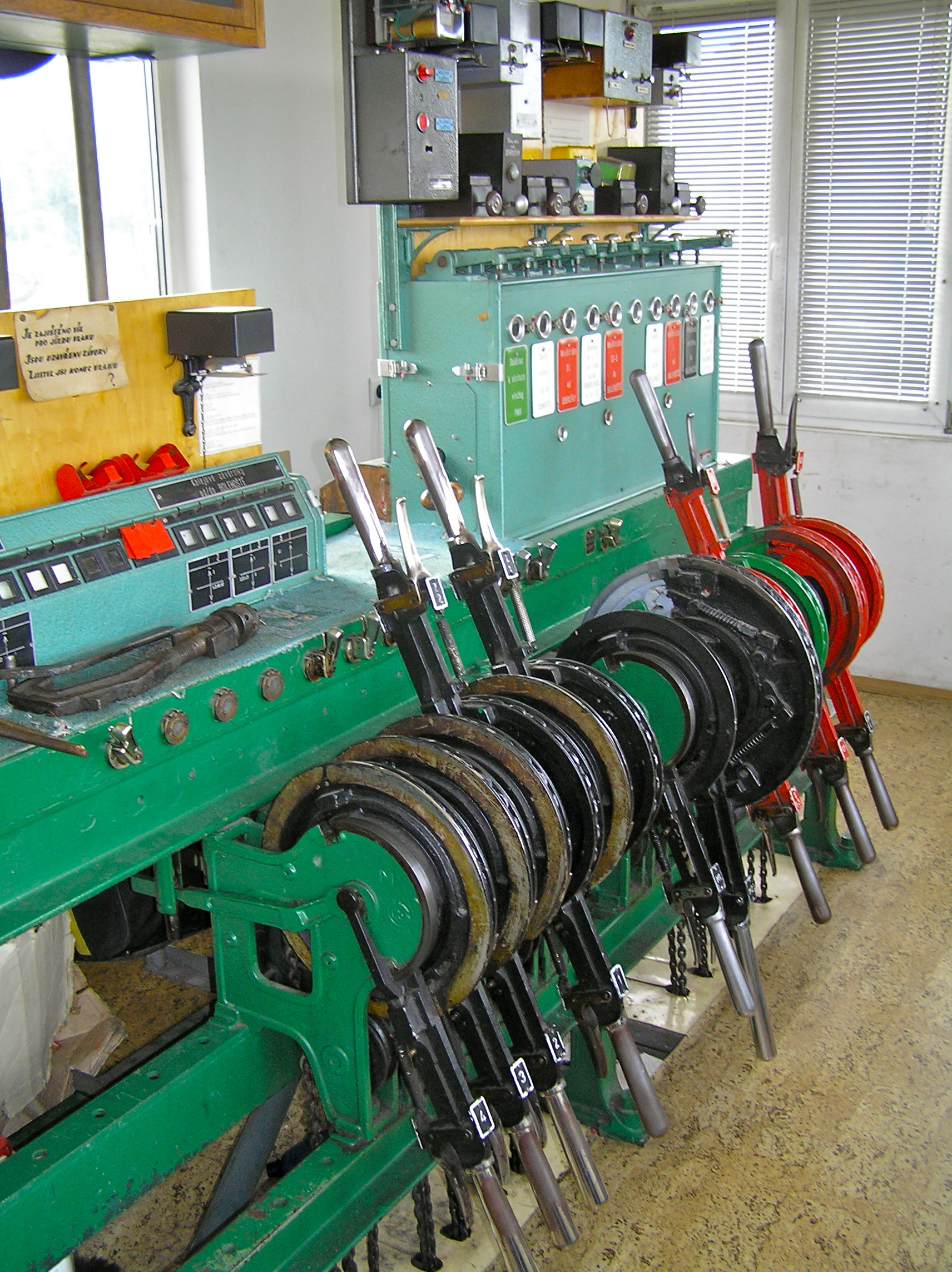
Závislý výhybkářský přístroj 5007 na stavědle 1 ve stanici Opočno pod Orlickými horami. Vlevo je patrný kolejový číselník, nad ním se nachází hradlový zvonek, pod ním závislostní skříň (tmavěji zelená), z níž vystupují kličky kolejových závěrníků. Mohutné stavěcí páky slouží k přestavování výhybek (černé) a návěstidel (červené). Více vpravo hradlová skříň s hradlovými závěry.

Mechanická část závislého výhybkářského přístroje se skládá zejména z pákového přístroje, závislostní skříně a kolejových závěrníků.
Pákový přístroj je rám umístěný pod hradlovou skříní závislého přístroje (a vedle ní, vyžadují-li to jeho rozměry). Jsou v něm umístěny stavěcí páky, kterými jsou mechanicky obsluhovány výhybky, závorníky výhybek, výkolejky a návěstidla, jsou-li mechanická. Světelná návěstidla jsou ovládána zvláštními kličkami na pákovém přístroji. Stavěcí páka otáčí řetězovou kladkou, pohybující dráty v drátovodech, kterými jsou příslušné výhybky či návěstidla přestavovány.
Kolejové závěrníky jsou třípolohové (vzor 5007) nebo dvoupolohové (vzor 3414) kličky nad pákovým přístrojem. Každá dopravní kolej, na niž lze stavět vlakovou cestu, má kličku kolejového závěrníku. Jsou-li stavěcí páky výhybek, závorníků a výkolejek správně přestaveny, lze přeložit kličku kolejového závěrníku příslušné koleje, čímž se prostřednictvím závislostních pravítek stavěcí páky v příslušné poloze zapevní a nelze s nimi pohybovat.
Nad kolejovými závěrníky spočívá kolejový číselník. Zasklená hranatá okénka kolejového číselníku, kterých je tolik, kolik je dopravních kolejí, jsou v základním stavu prázdná, pokud ale na řídícím přístroji nastaví výpravčí posuvný knoflík, přeloží směrový závěrník a následně zazvoní elektrickým hradlovým zvonkem, propojí se elektrický obvod zvonku a kolejového číselníku, v němž příslušný elektromagnet přitáhne jádro a tím uvolní západku, čímž se v příslušném okénku kolejového číselníku objeví destička s číslem koleje (spadnuvší vlastní vahou), ke které okénko přísluší a na kterou je nastaven posuvný knoflík řídícího přístroje. Přeložením kolejového závěrníku do základní polohy se destička s číslem koleje v kolejovém číselníku zdvihne a zapadne, takže je okénko číselníku opět prázdné.
Závislosti mezi hradlovými závěry v hradlové skříni, polohou stavěcí pák a nastavením kolejových závěrníků jsou zprostředkovány pravítky a hřídelemi uloženými uvnitř závislostní skříně, umístěné za stavěcími pákami a pod kolejovými závěrníky a probíhající celou délkou elektromechanického přístroje. Závislostní skříň je stejně jako hradlová skříň zapečetěna plombami na drátu a smí být otevřena jen pověřenými zaměstnanci při údržbě.

## Postup obsluhy elektromechanického zabezpečovacího zařízení
Příklad obsluhy elektromechanického zabezpečovacího zařízení pro vjezd vlaku do železniční stanice s řídícím přístrojem v dopravní kanceláři a závislým přístrojem na stavědle poblíž zhlaví:

### Příprava vlakové cesty
Výpravčí pohledem po kolejišti stanice zkontroluje, zda je plánovaná vlaková cesta volná. Potom nahlásí telefonem na stavědla vjezd vlaku a číslo koleje, na niž má být připravena vlaková cesta. V dopravní kanceláři výpravčí na řídícím přístroji Rank nastaví posuvný knoflík na reliéfu kolejiště na kolej, na kterou připravuje vlakovou cestu. Poté přeloží kličku směrového závěrníku do polohy vjezd, čímž zajistí posuvný knoflík. Následně stiskne tlačítko hradlového závěru vjezdového návěstidla a zatočí kličkou induktoru. Clonka návěštního hradlového závěru se změní z červené na bílou na řídícím i závislém přístroji; směrový závěrníkem ani posuvným knoflíkem na řídícím přístroji již nejde hýbat. Následně výpravčí stiskne tlačítko hradlového zvonku a jednou zatočí klikou induktoru, tím na stavědle na závislém přístroji jednou zazvoní hradlový zvonek a současně se v příslušném okénku kolejového číselníku objeví číslo koleje, na kterou je připravována vlaková cesta.
Signalista na stavědle zkontroluje, zda je číslo koleje shodné s tím, které mu předtím telefonicky nahlásil výpravčí, také jednou zazvoní hradlovým zvonkem a přestaví pomocí pák na závislém přístroji výhybky do požadované polohy. Pak přeloží kličku kolejového závěrníku příslušné koleje, čímž zablokuje stavěcí páky v požadované poloze a obslouží stisknutím hradlového tlačítka a otáčením klikou induktoru závěr výměn či závěr jízdní cesty. Pokud je správně přeložen kolejový závěrník na závislém přístroji na stejnou kolej jako posuvný knoflík na řídícím přístroji, je elektrický obvod závěru výměn uzavřen, závěr výměn se na obou přístrojích vybaví a jeho clonky se na obou přístrojích změní z bílých na zelené. Tím se mechanicky zapevní kolejový závěrník na závislém přístroji a zároveň se uvolní páka mechanického, respektive klička světelného návěstidla. Signalista jej přestaví do polohy dovolující jízdu vlaku.

### Vybavení vlakové cesty
Po vjezdu vlaku do stanice nejprve vlak obsadí izolovanou kolejnici na zhlaví poblíž stavědla. Obsazením izolované kolejnice vlak nápravami uzavře její stejnosměrný elektrický obvod se zdrojem v akumulátoru, což způsobí vybavení stejnosměrného hradlového závěru na závislém přístroji, který je zapojen do obvodu izolované kolejnice a nazývá se hradlová zarážka. Clonka hradlové zarážky se změní z černé na bílou, což umožní stisknout tlačítko hradlového závěru vjezdového návěstidla na závislém přístroji. Signalista přestaví návěstidlo zpátky do polohy Stůj, zkontroluje pohledem na návěst Konec vlaku, že vlak dojel celý, a tisknutím tlačítka a otáčením induktoru uzavře návěstní hradlový závěr, jehož clonka se tím na obou přístrojích změní z bílé na červenou. Současně se tím zase uzavře hradlová zarážka na závislém přístroji – její clonka se změní z bílé na černou. Návěstidla jsou zablokována v poloze Stůj. Výpravčí poté na řídícím přístroji otáčením klikou induktoru a tisknutím tlačítka závěru výměn vybaví tento hradlový závěr na obou přístrojích, jeho clonky se probarví ze zelené na bílou. Tím se elektricky uvolní na obou přístrojích všechny dosud zablokované prvky (kromě pák/kliček návěstidel), tj. směrové a kolejové závěrníky, po jejichž přestavení do základní polohy se uvolní páky výhybek a výkolejek a posuvný knoflík. Výpravčí a signalista je uvedou do základní polohy. Tím je elektromechanické zabezpečovací zařízení opět v základní poloze.